# Вібріон
Вібріони (Vibrio) — рід грам-негативних бактерій з клітинами у формі коми. Зазвичай знайдені у морській воді, вібріони — факультативні анаероби, що мають фермент оксидазу та не утворюють спори. Всі члени роду — рухомі, зазвичай за допомогою єдиного полярного джгутика.

## Загальна характеристика
Хоча більшість представників роду Вібріонів є сапрофітами, але частина з них — патогени. Серед представників патогенних вібріонів визначають V. cholerae, V. parahaemolyticus, та V. vulnificus. Холерний вібріон часто потрапляє до забрудненої води, вживання якої призводить до розвитку холери. Більшість інших зумовлюють холероподібні неепідемічні діареї, що перебігають як гастроентерит; при наявності раньових поверхонь ці віріони здатні призводити до розвитку сепсису. Деякі морські тварин, такі, як краби та креветки, здатні бути як дерелами вібріонів, так й резервуарами для них. Вживання в їжу цих тварин призводить теж до хвороб, породжених їжею, які теж перебігають як гастроентерит.

Vibrio vulnificus як правило живе в теплому кліматі та може переноситись молюсками, вживання яких може призводити до розвитку гастроентериту.

V. parahaemolyticus асоційований з феноменом Канагави, при якому спостерігається гемоліз виділеного від людини збудника на поживному середовищі «кров'яний агар», тоді як ізольовані не від людини збудники не демонструють такої картини.
Багато представників Vibrio також призводять до хвороб риб та молюсків, що є однією з причин смертності серед морських тварин.

## Лікування
Підходи до лікування інфекцій, що пов'язані з Vibrio залежать від збудника та тяжкості клінічного перебігу.

### Нехолерні інфекції
У разі виникнення холероподібної неепідемічної діареї лікування здійснюється за загальними правилами лікування гострих кишкових інфекцій.
Якщо вібувся розвиток раньової інфекції, потрібним є комплексне лікування:
- Антибіотикотерапія (наприклад доксициклін)
- Первинна хірургічна обробка (ПХО) рани
- Фасціотомія протягом 24 годин від моменту інфікування при ураженні фасцій з метою попередження некротизуючого фасциїту
- Інтенсивна детоксикаційна інфузійна терапія